# BD-1

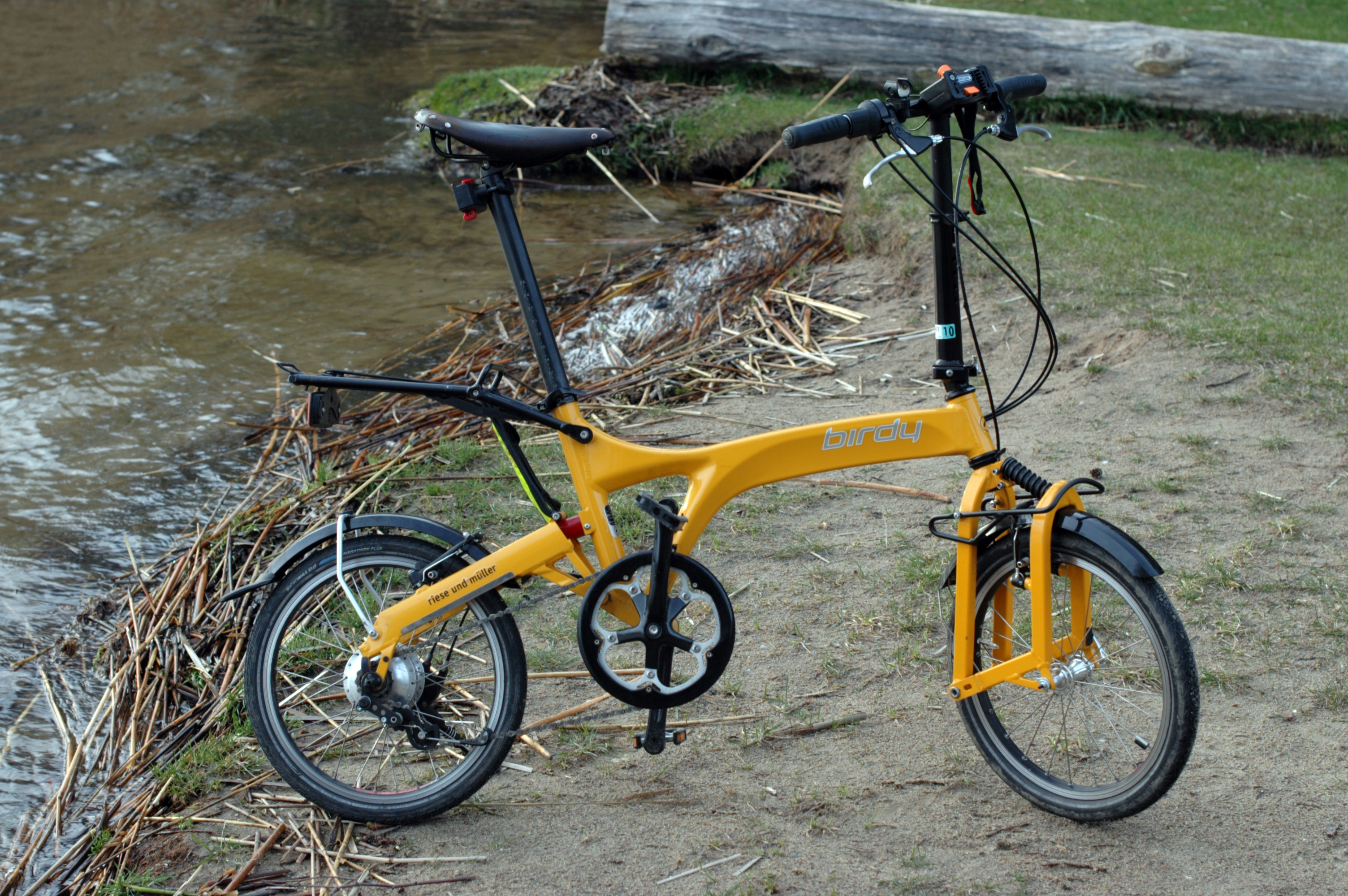
BD-1

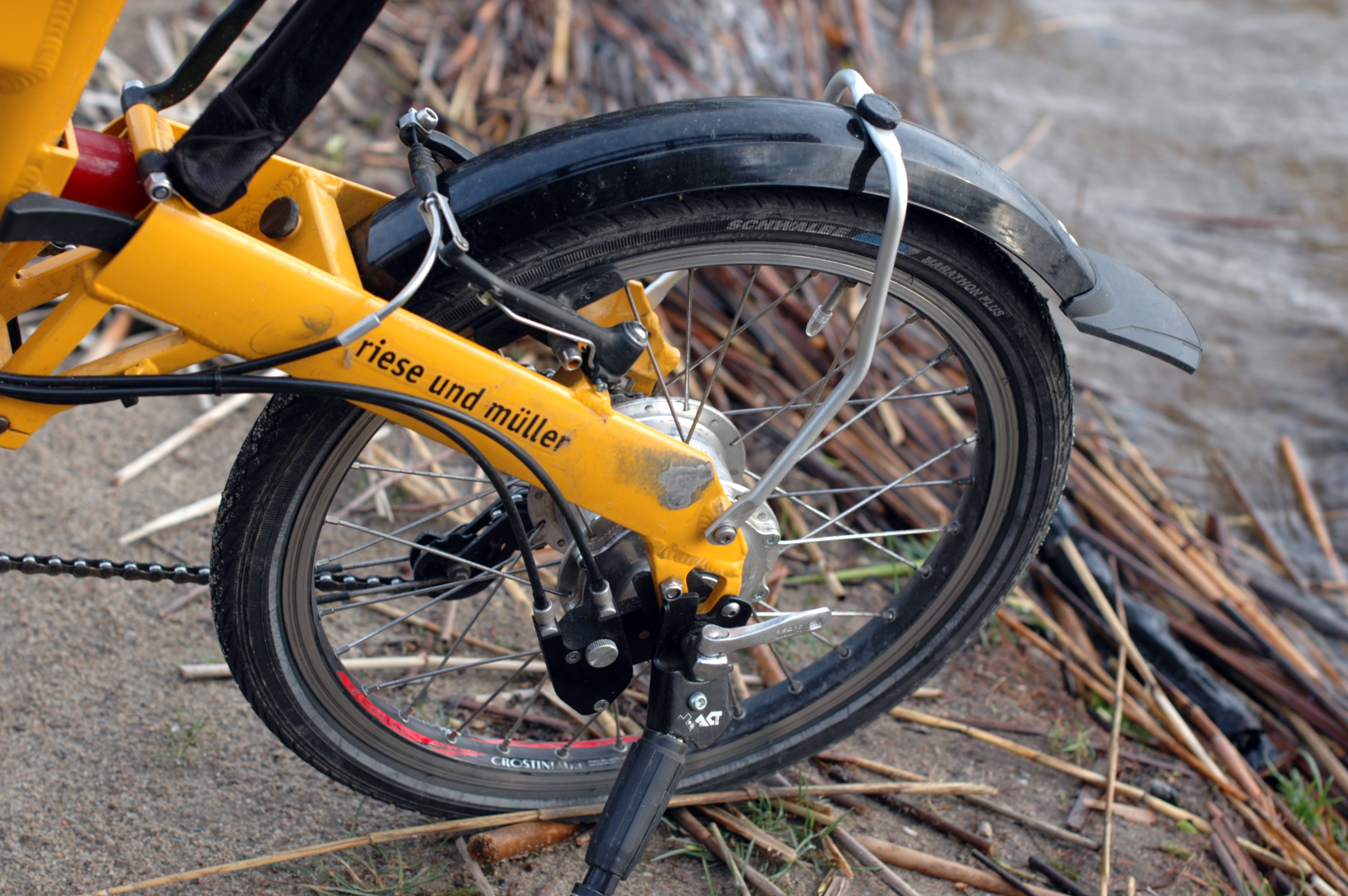

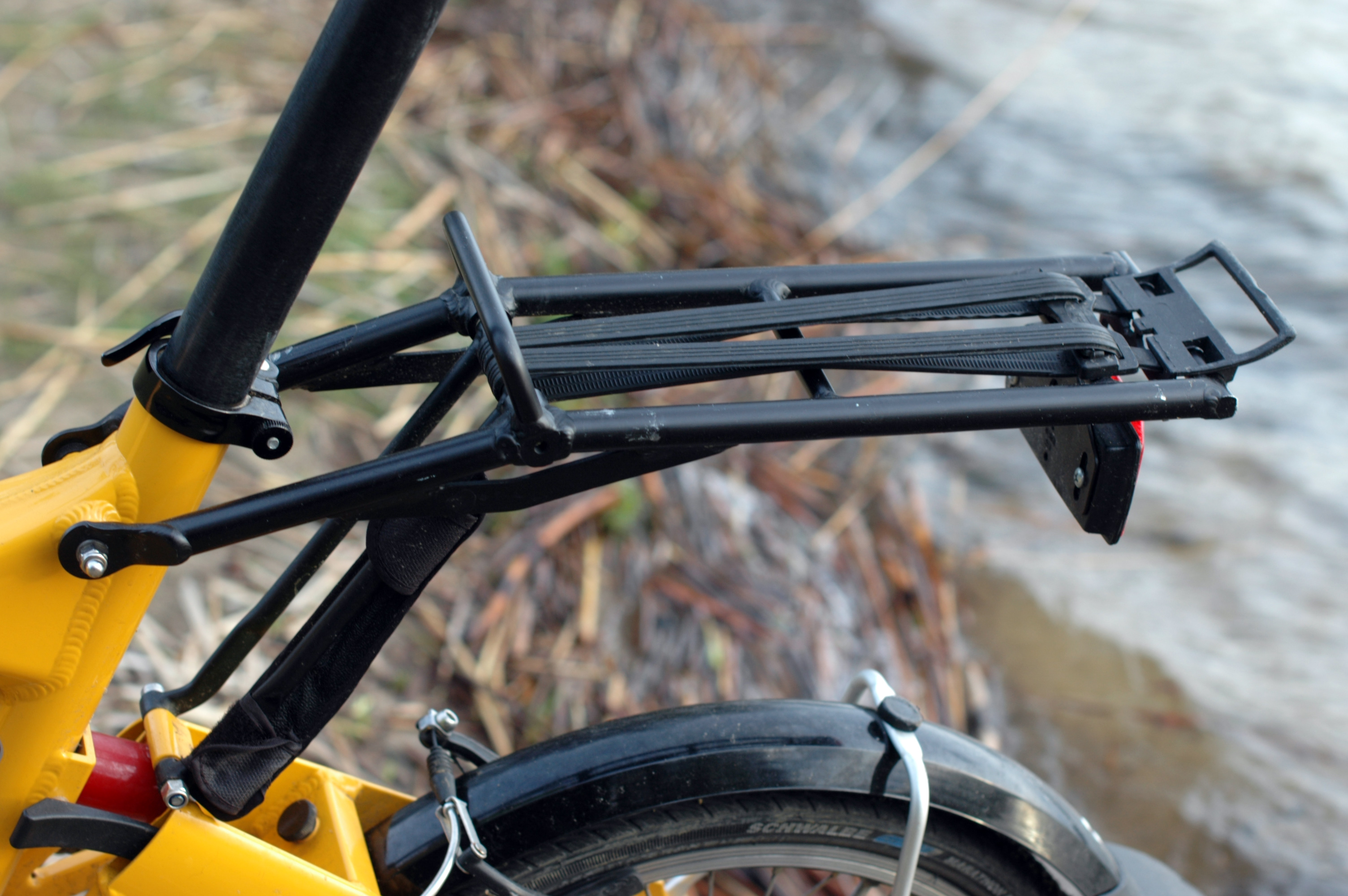

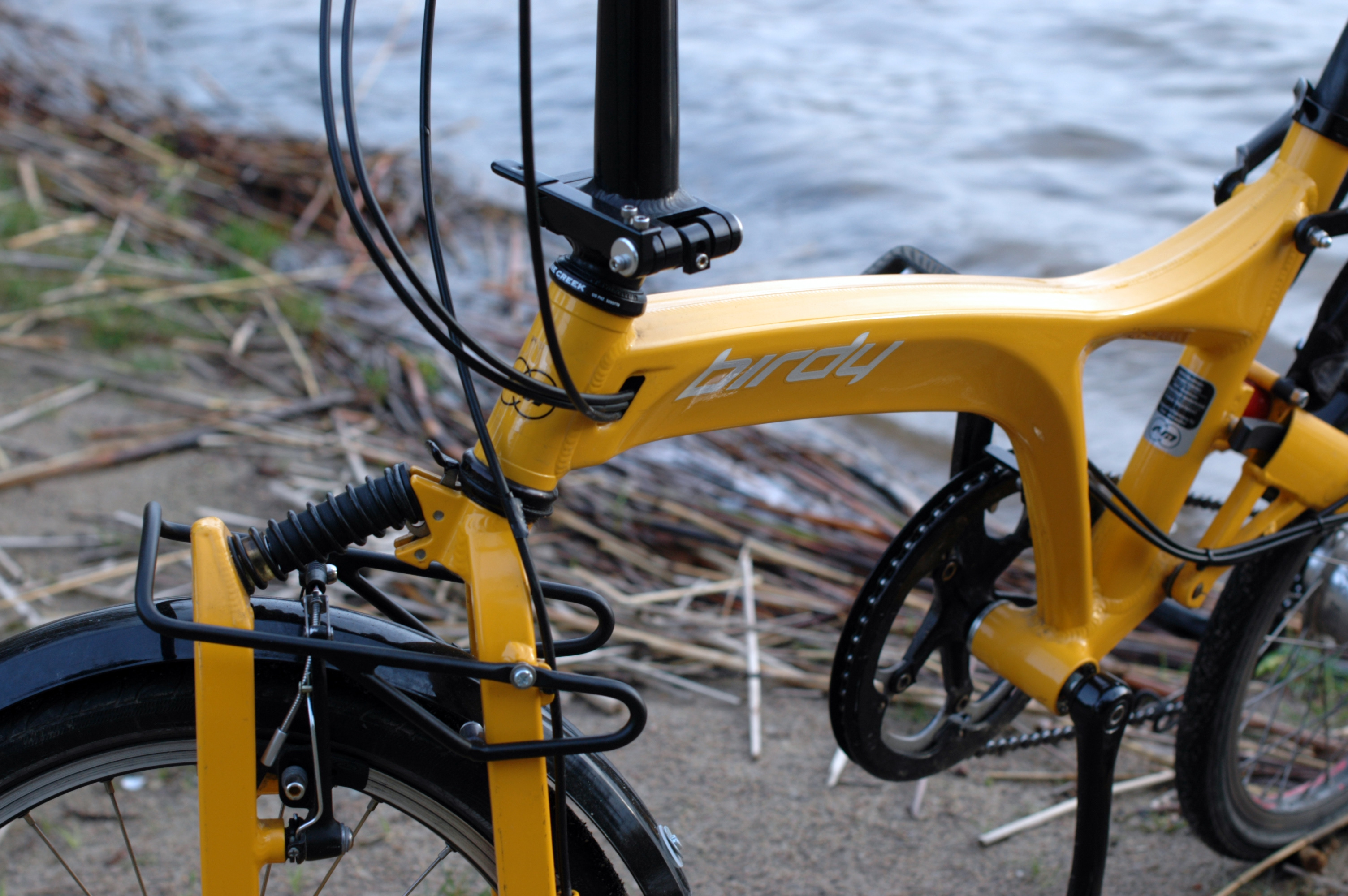

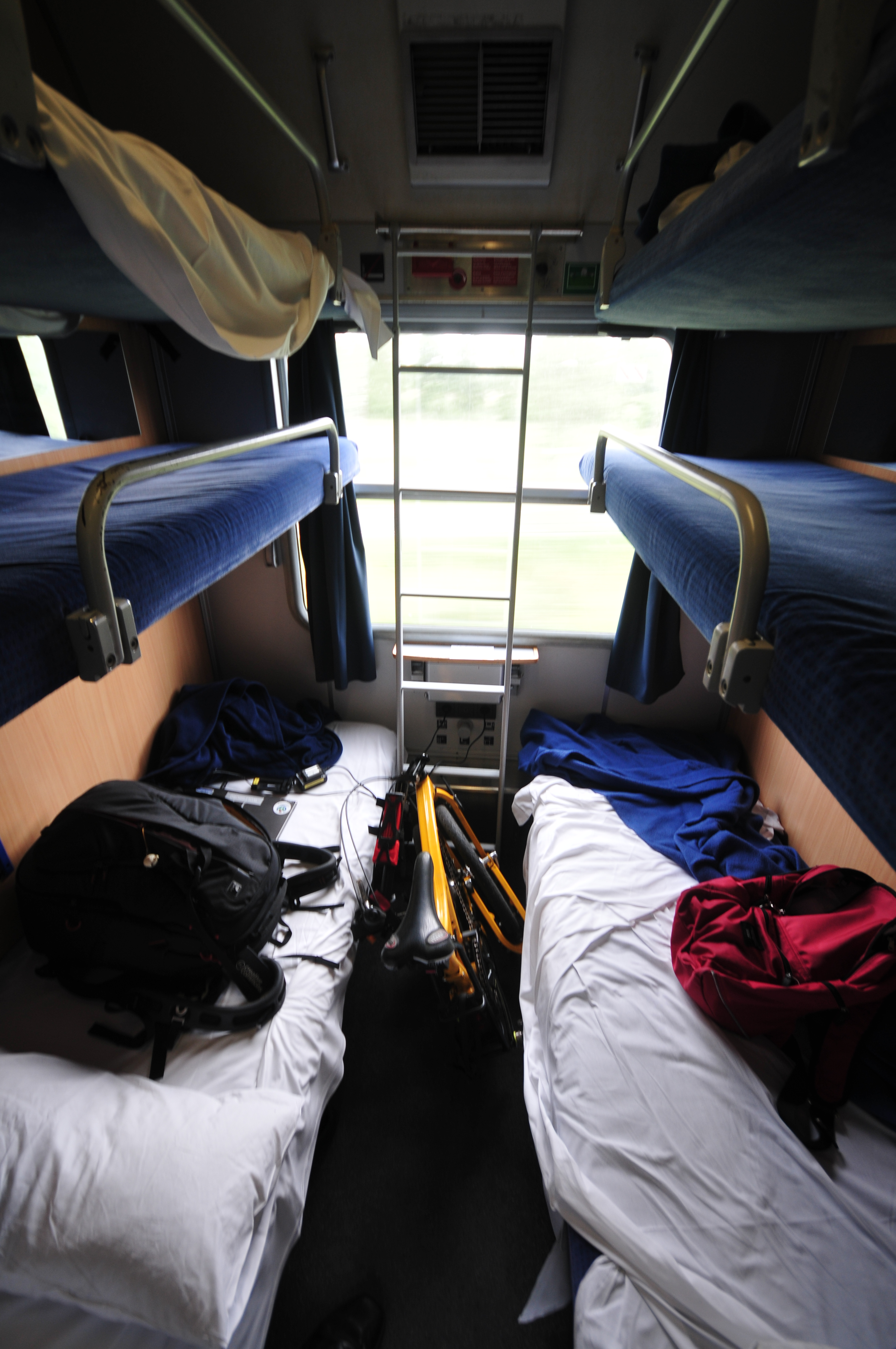

BD-1とはドイツのr&m(Riese und Müller)社が販売する折り畳み自転車。スポーツ折り畳み自転車の代名詞的な存在とされる。2014年12月31日までは、商標の関係上r&mの開発コードであるBD-1と名付けられていた。

## 概要
ドイツの大学で機械工学を学んでいたハイコ・ミューラーとマーカス・リーズが従来に無かったスポーツ志向の折り畳み自転車として考案。
サスペンション構造を活用した折り畳み機構を備え、折り畳み自転車の構造的な弱点とされてきたメイン・フレームの関節構造を廃し、車体の剛性と耐久性を高めているのが特徴とされる。日本の総代理店は株式会社ファビタ　パシフィックサイクルズジャパン事業部。
2009年にはBD-1とBROMPTON(ブロンプトン・バイシクル)の歴史と歴代の実車が展示されたギャラリーMが東京都豊島区大塚に開設された。
生産は台湾のパシフィック・サイクルズ社により行われ、プジョー・モトシクル、JEEPやビアンキへのOEM供給の実績もある。

## 日本における代理店の変更と名称の変更

### 2014年12月31日まで
総代理店はミズタニ自転車株式会社
商標の関係上r&mの開発コードであるBD-1と名付けられていた。

### 2015年1月1日から
株式会社ファビタがPacific Cycles, Inc.の日本事業部を立ち上げたことこにより、総代理店が変更になった。
また、名称も世界的な名称である「Birdy」に変更された。

## 歴史

### 1代目（1996年-2008年）
1996年に発売された初代BD-1は18インチのホイールを履き、直線的なアルミフレームを持っていた。細部の仕様やコンポーネントの異なる多くのラインナップが登場した。2006年より、上級グレードから随時2代目モデルに移行し、2008年に販売を終了した。

### 2代目（2006年-）
2006年から登場した2代目BD-1は従来モデルのコンセプトを継承しつつ、モノコックのアルミフレームが与えられている。走行安定性が向上したと言われる一方、価格も上昇した。前述の通り2006年からラインアップが随時モノコックフレームモデルに移行し、2008年には全てのグレードでモデルチェンジが完了した。

## ラインアップ

### 現行(2009年)モデル
- BD-1 8 Speed
  - 外装8段変速を装備する基本モデル。4色が設定される。
- BD-1 9 Speed
  - シマノの小径車向けコンポーネントのCapreoを装備する上級モデル。外装9段変速。3色が設定される。
- BD-1 Compact
  - ハンドル位置を手前に設定したモデル。チェーンホイールもやや小さいが、基本仕様はほぼ8 Speedに準じる。2色が設定される。

### 2008年モデル
- BD-1 Silver（旧 BD-1 Standard）
  - 外装8段変速を装備する基本モデル。
- BD-1 White（旧 BD-1C）
  - 手前に設定されたハンドル位置や小さめのチェーンホイールの装備で女性の使用やタウンユースに配慮したモデル。外装8段変速を装備。
- BD-1 Black
  - コンポーネントを黒で統一したモデル。外装9段変速を装備。
- BD-1 Mercury Gray / Blue（旧 BD-1 Capreo）
  - シマノの小径車向けコンポーネントのCapreoを装備。外装9段変速。
- BD-1 Speed 10（旧 BD-1 Speed）
  - 軽量パーツをふんだんに用いた最上級モデル。外装変速機が9段から10段に増えたのを機に、『10』という数字が名称に追加された。
- BD-3 Intego
  - 外装8段変速に内装3段変速を組み合わせ、計24段変速としたツーリングモデル。かつてはハブダイナモ等が標準装備されたこともあった。
- BD-1 Scotch Bright / Graphite（旧 BD-1 Standard）
  - 初代BD-1の最終モデル。

### 旧モデル(代表的なものを掲載)
- BD-1W
  - フロントに外装2段変速を装備したモデル。
- BD-1R
  - フロント2段変速に加え、ドロップハンドルを装備したスポーツモデル。コンポーネントにはCapreoが採用されていた。
- BD-1Z
  - 通常よりハードなサスペンションを持ち、フロントディレイラーの台座を備えていた。
- BD-1ti
  - チタニウムをフレーム素材として採用、軽量化を図ったモデル。時期によりブレーキ等の仕様は異なる。
- BD-3 サイバーネクサス
  - 内装8段自動変速機を装備。前輪ハブダイナモで自家発電を行う仕組み。
- BD-2
  - ベルトドライブ装備でメンテナンスフリーを謳ったモデル。
- BD-1 Kids
  - 折り畳み機構を簡略化した子供向けモデル。
- BD-Frog
  - 12インチと内装3段変速を組み合わせた超小径モデル。

## カスタマイズ
コンポーネントに一般的なものがつかわれていることもあり、用途に応じた様々なカスタマイズが愛好家により行われている。また、車輪のついたリア・キャリアがr&mやサードパーティーから発売されており、装着すると折り畳み時に、ブロンプトン・バイシクルの様な転がしながらの移動が可能となる。